# المسيحية في غيانا

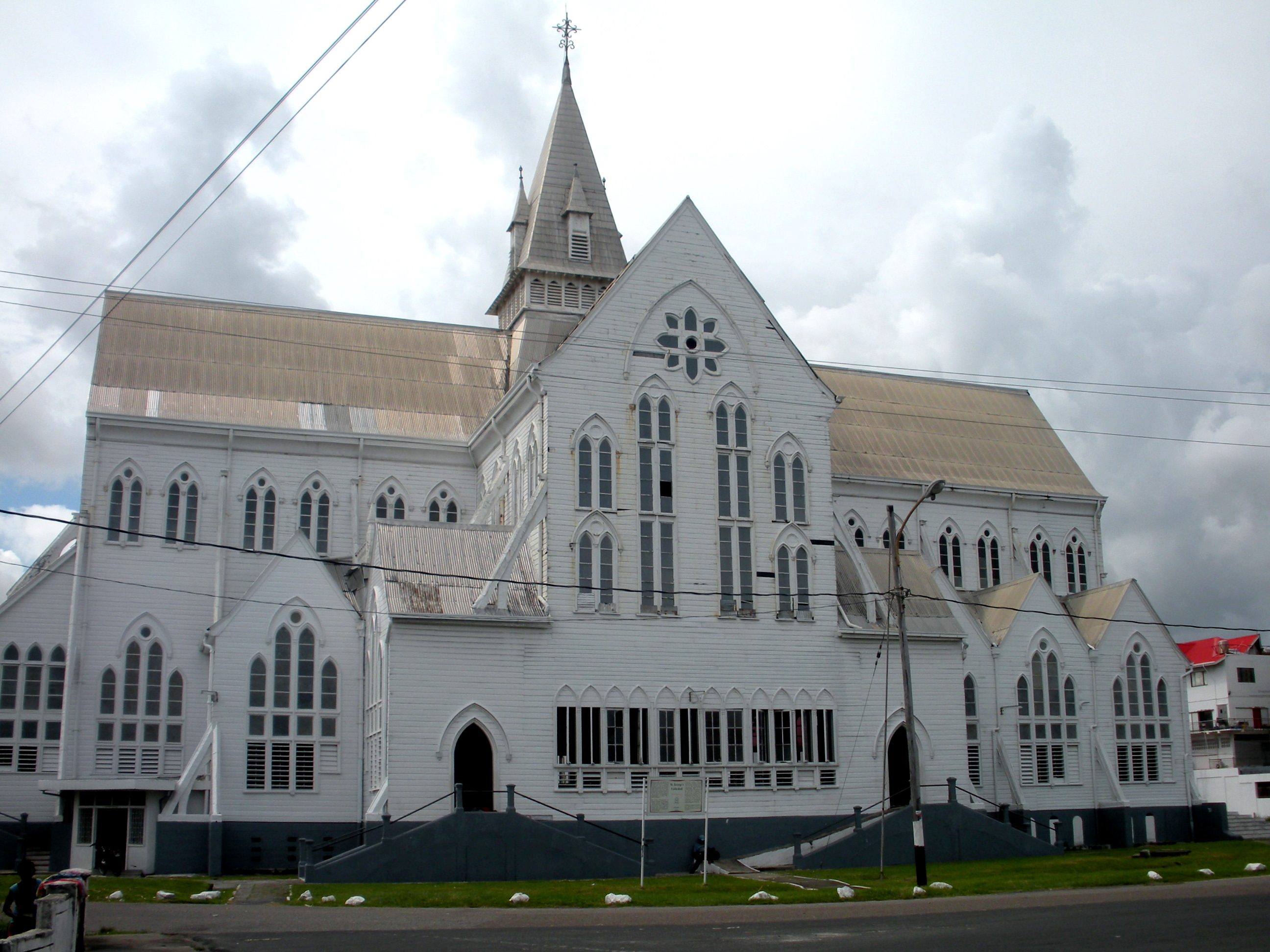
كنيسة القديس جورج الأنجليكانيَّة في مدينة جورج تاون.

المسيحية في غيانا هي أكبر ديانة في البلاد ومن الأديان الرئيسية فيها إلى جانب الهندوسية، وفقاً لتعداد السكان عام 2012 حوالي 62% من السكان في غيانا من المسيحيين، بالمقارنة مع حوالي 57% حسب تعداد عام 2002. وتأتي الكنائس البروتستانتية في مقدمة الطوائف المسيحية وتليها الكنيسة الرومانية الكاثوليكية. وعلى الرغم من أنَّ المسيحيين يشكلون أغلبية بسيطة إلا أن المسيحية وقيمها هي المهيمنة على المجتمع في غيانا، وهو نتيجة للتاريخ الإستعماري في البلاد.

## تاريخ

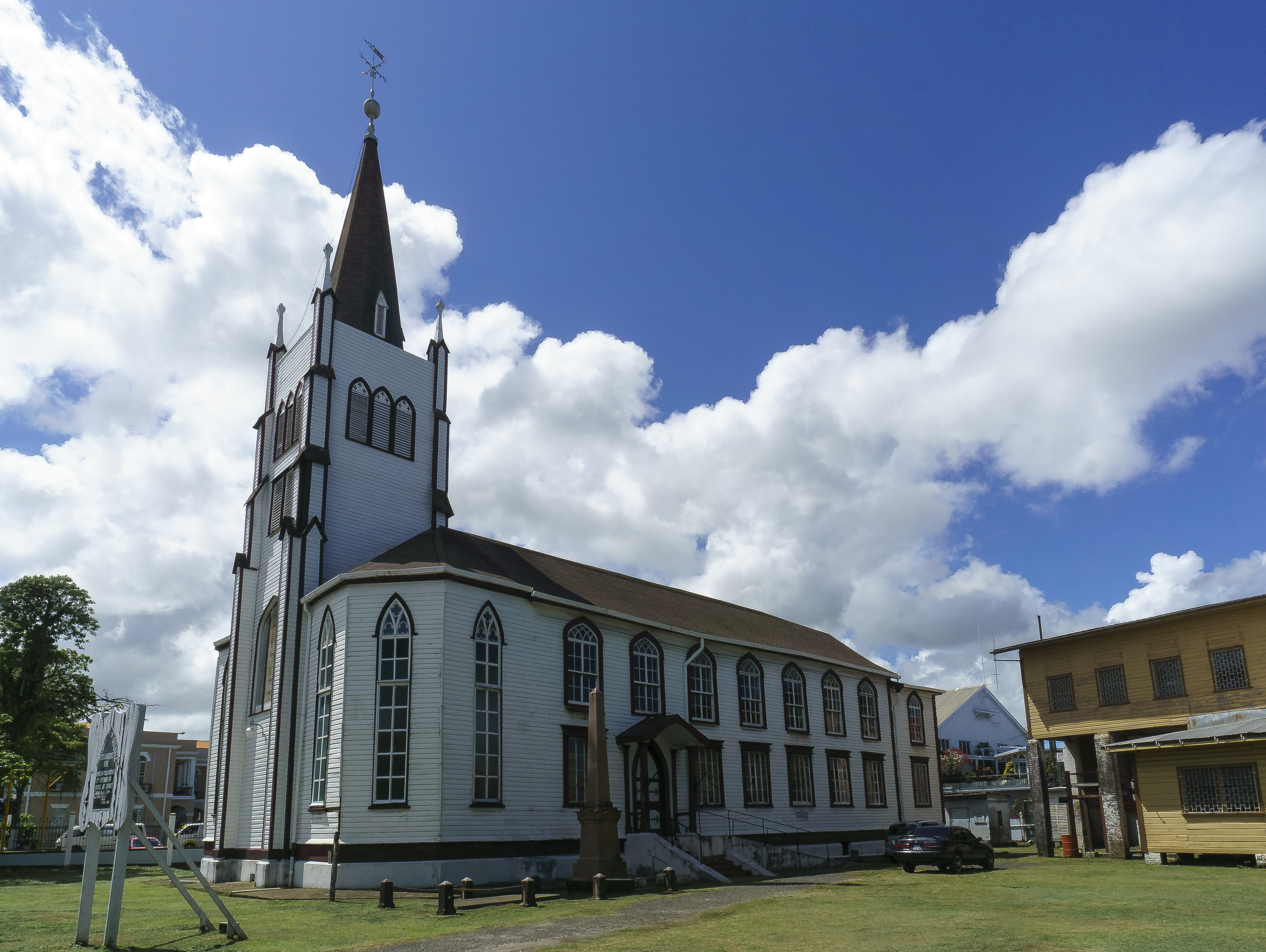
كنيسة القديس أندراوس المصلحة الهولندية في مدينة جورج تاون: هي واحدة من أقدم كنائس المدينة.

على الرغم من أن كريستوفر كولومبوس كان أول أوروبي يرى غيانا خلال رحلته الثالثة (عام 1498)، أجرى وكتب السير والتر رالي التحقيقات الأولى في غيانا بين عام 1595 وعام 1596، وتبعه الهولنديون، الذين قاموا أيضًا ببعض الاستكشافات في نفس العقد. كانت أول مستعمرة هولندية في غيانا عبارة عن مركز تجاري تم إنشاؤه في عام 1616، بينما أسست شركة الهند الغربية الهولندية مستعمرة بوميرون (1581) وإيسيكويبو (1616) وبربايس (1627) وديميرارا (1752). دمرت الحروب في أواخر القرن السابع عشر جميع المستعمرات الأوروبية في غيانا، واستمرت الاضطرابات من خلال المنافسات الاستعمارية في القرن الثامن عشر والحروب النابليونية. تم تنظيم الانقسام بين القوى الأوروبية في الاتفاقيات والمعاهدات لعامي 1814 و1815 ، حيث فقدت بريطانيا العظمى سيطرتها على سورينام المجاورة ولكنها جعلت من غيانا مستعمرة للتاج في عام 1814. تنازل الهولنديون رسميًا عن المنطقة في عام 1814. في عام 1831، أصبحت مستعمرات ديميرارا وإيسيكويبو الموحدة ومستعمرة بربايس المنفصلة مستعمرة بريطانية واحدة تُعرف بغيانا البريطانية.
بعد سيطرة البريطانيين على المنطقة في عام 1814، تم التسامح مع كنيسة إنجلترا وكنيسة اسكتلندا فقط في غيانا، وفي عام 1825 تم ترتيب الرعايا بالتناوب بين الكنيستين. بعد عام 1899، تم منح جميع الأديان وضعًا قانونيًا متساويًا، وحصلت غيانا على أول أسقف كاثوليكي محلي لها في عام 1971. وفي 26 مايو 1966، مُنحت المنطقة استقلالها وأصبحت جمهورية في 23 فبراير 1970. في ظل الحكومة الاشتراكية الجديدة، تم تأميم المدارس المسيحية في عام 1979. من خلال مجلس غيانا للكنائس، وهو تحالف مسيحي قائم على الدين، أصبح القادة الكاثوليك صريحين بشكل متزايد فيما يتعلق بسياسات الحكومة. تم تطبيق دستور جديد في 6 أكتوبر 1980، وبعد ذلك تم تخفيف القيود المفروضة على المدارس الدينية الخاصة والتي أُلغيت في النهاية. نفذت حكومة ائتلافية منتخبة في أواخر الثمانينيات من القرن العشرين سياسة اقتصاد السوق الحر المصمم لتعزيز زيادة العمالة وتحسين المستوى العام للمعيشة في البلاد.
على الرغم من تحسن الاقتصاد، ظلَّت غيانا في بداية القرن الحادي والعشرين من بين أفقر دول العالم. ومع ذلك، فقد حافظت على تاريخ طويل من التسامح الديني وسمحت الحكومة لجميع الأديان بالعبادة بحرية. تمت الإشادة بالصحفية الكاثوليكية المعيار الكاثوليكية التي تديرها الكنيسة لجهودها المستمرة لتعزيز الوعي الاجتماعي والسياسي بالإضافة إلى تعزيز عقيدة الكنيسة. وكان من دواعي قلق الكاثوليك داخل غيانا إضفاء الشرعية على الإجهاض في عام 1995، وبذلت الكنائس المسيحية لإلغاء هذا القانون. وضمت الكنيسة الكاثوليكية على شبكة واسعة من المدارس والمستشفيات والتي تقوم بتقديم مساعدات إنسانية أخرى مثل الجهود الطبية لمواجهة انتشار الإيدز.

## ديموغرافيا

### الطوائف المسيحية

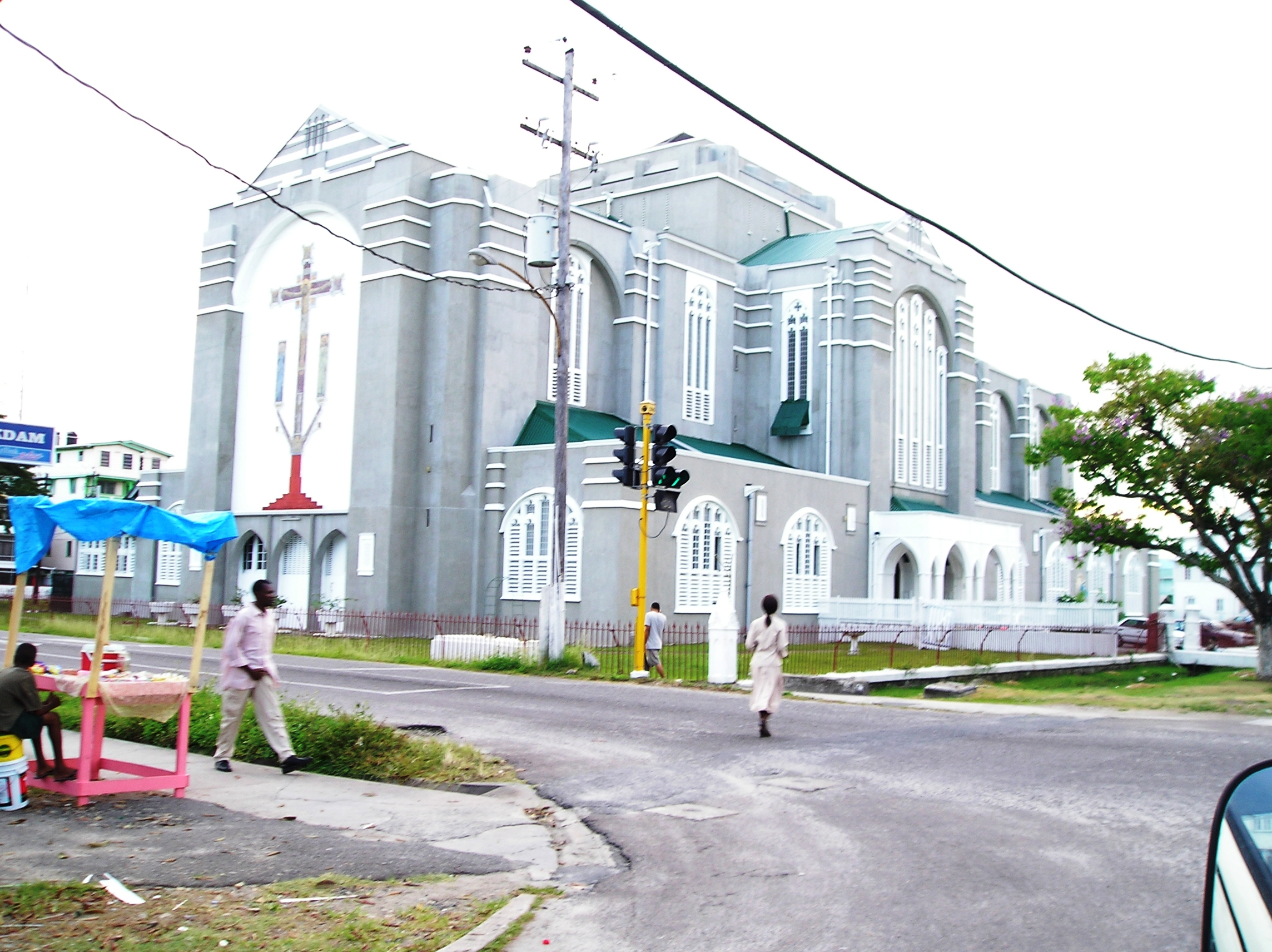
كنيسة الحبل بلا دنس الكاثوليكيَّة في مدينة جورج تاون.

كانت كنيسة إنجلترا وكنيسة اسكتلندا تملك الحقوق القانونية الوحيدة في غيانا حتى عام 1899، عندما تم منح الكنيسة الكاثوليكية والطوائف الدينية الأخرى حقوقًا متساوية. بين الطوائف المسيحية النشطة في غيانا في عام 1990، ضمت الكنيسة الأنجليكانية على أكبر عدد من الأعضاء مع 125,000 من الأتباع، والإنجليكانية دين الدولة في غيانا البريطانية حتى الاستقلال. وفي عام 1985 كان عدد أتباع الكنيسة الكاثوليكية حوالي 94,000. وعاش الأغلبية من الكاثوليك في مدينة جورج تاون، وكان الكاثوليك من الأصول البرتغاليَّة الأعضاء الأكثر نشاطًا، وذلك على الرغم من تمثيل لجميع المجموعات العرقيَّة في الكنيسة الكاثوليكية. وفي عام 1980 كانت الكنيسة المشيخية ثالث أكبر الكنائس المسيحية، حيث ضمت مع ما يقرب من 39,000 عضو في 1980. كان هناك تواجد لعدد من الكنائس المسيحية الأخرى والتي إمتلكت عضوية كبيرة، بما في ذلك الميثوديين، والخمسينيين والسبتيين وضم وكل منها حوالي 20,000 عضوًا. وكانت هناك أعداد أقل من المعمدانيين، وشهود يهوه، والأبرشانيون، وأتباع كنيسة التوحيد الأرثوذكسية الإثيوبية، وغيرهم من المسيحيين. إلى جانب 60,000 شخص كانوا يعتبرون أنفسهم مسيحيين من دون إنتماء كنسي أو طائفي.
وفقاً لتعداد السكان عام 2012 حوالي 55% من السكان من أتباع المذاهب البروتستانتية؛ ويعد مذهب الخمسينية كبرى المذاهب البروتستانتية في البلاد مع حوالي 22.8%، يليهم أتباع الكنيسة الأنجليكانية مع حوالي 5.2% من السكان، وكنيسة الأدفنتست مع حوالي 5% من السكان، وأتباع الكنيسة الميثودية مع حوالي 1.4%. ويشكل أتباع الكنائس المسيحية والبروتستانتية الأخرى حوالي 21% من مجمل السكان. وبين تعداد السكان عام 2002 وتعداد السكان عام 2012 شهدت الكنائس الخمسينية نمواً كبيراً على كافة المستويات. حوالي 7% من السكان من أتباع الكنيسة الرومانية الكاثوليكية، والكنيسة الكاثوليكية الغيانيَّة هي جزء من الكنيسة الكاثوليكية العالمية في ظل القيادة الروحية للبابا في روما، ومجلس أساقفة جزر الأنتيل. تضم البلاد أبرشية واحدة وهي أبرشية جورج تاون الرومانية الكاثوليكية. ووفقًا لدراسة المؤمنون في المسيح من خلفية مسلمة: إحصاء عالمي وهي دراسة أجريت من قبل جامعة سانت ماري الأمريكيّة في تكساس سنة 2015 وجدت أن عدد المسلمين في غيانا المتحولين للديانة المسيحية يبلغ حوالي 2,200 شخص.
تملك العديد من القرى الريفيَّة والمناطق الخالية من الكنائس تجمعات صغيرة يتزعمها زعيم، والذي يُطلق عليه أحياناً بشكل غير رسمي «قس» وذلك دون الانتماء إلى كنيسة مسيحية محددة أو رسميَّة، وعلى الرغم من ذلك تميل معظم هذه الجماعات إلى أن تكون معمدانية أو إنجيلية بطبيعتها. ولهذه المجموعات «خدمات دينية»، تشمل دراسة تعاليم الكتاب المقدس والناقشات الدينيَّة في منزل أحد الجيران أو مكان فارغ. من خلال التنظيم، قد توفر قرية أو قريتين أيضاً مدارس الأحد للأطفال، والتي يُطلق عليها أحيانًا كثيرة «البيت السفلي».

### التوزيع الجغرافي
وفقاً لتعداد السكان عام 2002 كانت المسيحية الديانة السائدة بين كل الأعراق القاطنة في البلاد، مما أثرَّ على الأقسام الثقافية والقانونية للبلاد. على المستوى الجغرافي تراوح نسبة وأعداد أتباع المذهب الخمسيني، بين حوالي 1.6% من السكان في إقليم تاكوتو العليا إيسيكويبو العليا وحوالي 39.9% من السكان في إقليم باريما وايني. أمّا الحضور الأبرز لأتباع الكنيسة الأنجليكانية والتي تضم على أعلى نسبة بين أقاليم البلاد، هي في كل إقليم كويوني مازاروني (17.5%) وإقليم تاكوتو العليا إيسيكويبو العليا (14.9%)، في حين أنَّ أقل نسبة لهم هي في إقليم باريما وايني (2.5%). ويضُم إقليم كويوني مازاروني على أعلى نسبة من الأدفنتست، في حين أنَّ أقل نسبة هي في إقليم تاكوتو العليا إيسيكويبو العليا ويشكلون حوالي 2.5%. ويضم إقليم ديميرارا ماهايكا على أعلى نسبة من أتباع الكنيسة الميثودية (2%) في حين لا تتعدى نسبتهم (0.1%) في إقليم باريما وايني. وتختلف نسب الرومان الكاثوليك بحسب الأقاليم، وتتراوح بين باريما وايني (33.8%) وإقليم بوتارو سيباروني (39.8%) وإقليم تاكوتو العليا إيسيكويبو العليا (50.1%). وتتراوح نسب باقي الطوائف المسيحية حسب الإقليم، وتضم إقليم بوتارو سيباروني على أعلى نسبة (31.6%) في حين تحوي إقليم ديميرارا العليا بربيسه على أقل نسبة (28.1). ويتركز الثقل العددي لجماعة شهود يهوه في إقليم ديميرارا العليا بربيسه وباريما وايني حيث يشكلون حوالي 2% من السكان وفقاً لتعداد السكان عام 2002.

## المسيحية في المجتمع

### وضع اجتماعي

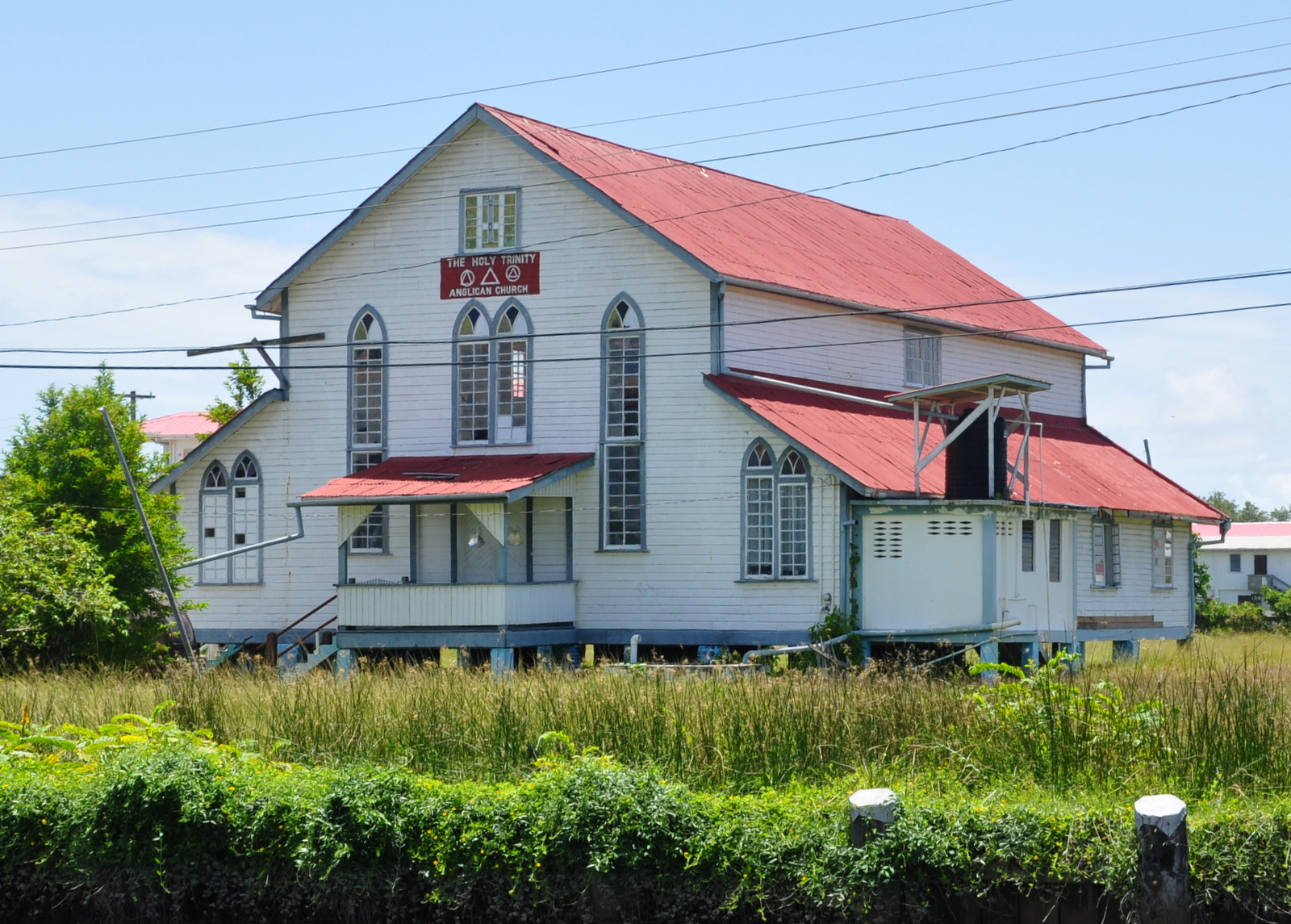
كنيسة الثالوث الأقدس الأنجليكانية في آنا ريجينا.

إن وضع المسيحية كمنظومة أخلاقيَّة مُهيمنة في غيانا هو نتيجة للتاريخ الإستعماري. بالنسبة للمزارعين الأوروبيين والحكام الإستعماريين والمبشرين، كانت المعتقدات المسيحية ومراعاة الممارسات المسيحية شروطاً مسبقة للقبول الاجتماعي. وعلى الرغم من أن المزارعين عارضوا نشر والتعليم المسيحي للعبيد، أصبحت المسيحية في نهاية المطاف ديناً للغالبية العظمى لسكان الأفارقة حالهم مثل حال السكان ذوي الأصول الأوروبيَّة. وبعد التحرير من العبودية، لعبت المؤسسات المسيحية دوراً أكثر أهمية في حياة العبيد السابقين وكان لها تأثير أكبر بالمقارنة مع السكان ذوي الأصول الأوروبيَّة. وفي الوقت الذي وصل فيه الهنود الشرقيين وغيرهم من الجماعات الإثنية مع السيطرة البريطانية على غيانا، نشأت ثقافة جديدة للسكان ذوي الأصول الأفريقية والتي كانت المسيحية تلعب فيها دوراً هاماً في تشكيل هويتها وثقافتها. فقط منذ منتصف القرن العشرين، ومع نمو أعداد السكان من ذوي الأصول الهندية إلى جانب وجهود منظماتهم العرقيَّة والدينيَّة، تم الاعتراف بقيم ومؤسسات الهندوس والمسلمين على أنها تتمتع بمركز متساوٍ مع وضع مسيحيي غيانا. وفقاً لتعداد السكان عام 2012 حوالي 62% من السكان من أتباع الديانة المسيحية، ويليهم أتباع الديانة الهندوسية والذين يشكلون حوالي 25% من السكان.

### دين وسياسة
خلال جزء كبير من تاريخ غيانا، ساعدت الكنيسة الأنجليكانية والكاثوليكية في تطوير الوضع الراهن الاجتماعي والسياسي. وكانت الكنيسة الرومانية الكاثوليكية وصحيفتها، المعيار الكاثوليكية، من المعارضين للفكر حزب الشعب التقدمي (PPP) في عام 1950 وأصبحت مرتبطة بشكل وثيق، مع القوة المتحدة الحافظة. ومع ذلك، في أواخر 1960 تغير موقف الكنيسة الكاثوليكية تجاه القضايا الاجتماعية والسياسية، وأصبح المعيار الكاثوليكية أكثر انتقادًا للحكومة. في وقت لاحق أجبرت الحكومة عدداً من الكهنة الرومان الكاثوليك الأجانب لمغادرة البلاد. بحلول منتصف عقد 1970، وإنضم الأنجليكان وغيرهم من الطوائف البروتستانتية إلى انتقادات سياسات الحكومة وانتهاكاتها. كما وعملت الكنائس الأنجليكانية والكنيسة الكاثوليكية معاً دون جدوى، لمعارضة سيطرة الحكومة على مدارس الكنيسة في عام 1976.
كان مجلس الكنائس في غيانا منظمة مظلة لستة عشر طائفة مسيحية رئيسية. تاريخياً هيمنت كل من الكنائس الأنجليكانية والكنيسة الرومانية الكاثوليكية على مجلس الكنائس. وأصبح مجلس الكنائس في غيانا منتقدًا صريحًا للحكومة في عقد 1970 وعقد 1980، مع تركيز الاهتمام الدولي على عيوب الحكومة. وصلت ذروة الصراع بين الحكومة ومجلس الكنائس في غيانا في عام 1985، عندما قام أحد أعضاء من المجلس التشريعي بمنع المجلس من عقد اجتماعه السنوي. في وقت لاحق من ذلك العام، فتشت الشرطة منازل زعماء الكنائس المسيحية الكبرى. وحافظت الأحزاب السياسية على دعم عدد من الطوائف المسيحية الأصغر.